# متیو منست
متیو منست (انگلیسی: Mathieu Manset؛ زادهٔ ۵ اوت ۱۹۸۹) بازیکن فوتبال اهل فرانسه است.
از باشگاه‌هایی که در آن بازی کرده‌است می‌توان به باشگاه فوتبال والسال، باشگاه فوتبال چلتنهام تاون، باشگاه فوتبال سیون، باشگاه فوتبال ردینگ، باشگاه فوتبال کاونتری سیتی، باشگاه فوتبال هرفورد یونایتد، باشگاه فوتبال لو آور، باشگاه فوتبال شانگهای گرینلند شنهوآ، باشگاه فوتبال رویال آنتورپ، و باشگاه فوتبال کارلایل یونایتد اشاره کرد.